# Preposición
La preposición es un tipo de adposición que se caracteriza por anteceder a su complemento.  Introduce el llamado sintagma preposicional. Las preposiciones generalmente tienen la función de introducir adjuntos, y en ocasiones también complementos obligatorios ligando el nombre o sintagma nominal al que preceden inmediatamente con un verbo u otro nombre que las antecede. En algunas lenguas las preposiciones pueden no encabezar un sintagma preposicional. Es el caso de las lenguas germánicas, como el inglés y el alemán, donde incluso pueden aparecer al final de la frase.
Considerando las distintas lenguas del mundo, la preposición es un tipo de adposición que se caracteriza por aparecer típicamente al principio del constituyente sintáctico al que afecta; así por ejemplo, la palabra equivalente que aparece detrás y no delante se llama posposición.
Tradicionalmente, la gramática del español la ha definido como la parte invariable de la oración que une palabras denotando la relación que tienen entre sí.

## Preposiciones en español
La lista oficial de preposiciones de ASALE para el español actual es: a, ante, bajo, cabe, con, contra, de, desde, durante, en, entre, hacia, hasta, mediante, para, por, según, sin, so, sobre, tras, versus, vía.
Debido a que la RAE se ha percatado de que la preposición so se utiliza en raras ocasiones y que tiene el mismo significado que bajo, debajo de, se ha eliminado del listado, haciendo que la lista sea la siguiente: a, ante, bajo, cabe, con, contra, de, desde, durante, en, entre, hacia, hasta, mediante, para, por, según, sin, sobre, tras, versus, vía.
Algunas precisiones de la gramática de la RAE y ASALE publicada en 2009, y en su versión básica en 2011, acerca de la lista de preposiciones del español actual, son:
- Versus es preposición latina y se ha incorporado al español desde el inglés. Puede significar, en función del contexto, ‘contra’ o ‘frente a’, preposición y locución prepositiva que están consideradas preferibles a versus.[2]
- Vía, procedente de un sustantivo, indica el lugar por el que se pasa o el medio: Fue a Varsovia vía Berlín o Será emitido vía satélite.[2]
- Los adverbios relativos donde y cuando pueden usarse como preposiciones o cuasipreposiciones cuando preceden a determinados sintagmas nominales: donde su madre, cuando la guerra.[2]
- Aunque excepto, menos y salvo se han considerado en ocasiones también preposiciones, actualmente se clasifican como conjunciones.[3]
- Incluso, sin embargo y no obstante se consideran pertenecientes a la categoría de los adverbios.[3]
- Pro se considera un prefijo separable, puesto que no se usa con un grupo nominal definido: se dice manifestaciones a favor de la defensa de los animales, no *manifestaciones pro la defensa de los animales. El comportamiento gramatical de pro cuando precede a un adjetivo es el de un prefijo que forma una sola palabra con él: Algunos congresistas progubernamentales...[4]

Otras consideraciones sobre las preposiciones del español:
- De estas series, las únicas preposiciones tónicas son según y vía; el resto son átonas (cuando se hacen fonéticamente clíticas de un nombre tienen acento tónico secundario).
- En español moderno han caído en desuso dos preposiciones: cabe, cuyo significado ha sido sustituido por el de la locución conjuntiva junto a, y so, proveniente de la preposición latina sub, que se limita a frases fijas en locuciones conjuntivas como so color de, so capa de, so especie de, so pretexto de, so pena de, etc.
- A estas se pueden agregar también allende, con el significado de ‘al otro lado de’, como en allende el océano; aquende, con el significado de ‘a este lado de’, como en aquende los Pirineos.
- Se discute si pueden considerarse preposiciones pospuestas los adverbios arriba y abajo en sintagmas como boca arriba o boca abajo, aunque sintácticamente esas formas no cumplen diversos de los criterios usuales para considerar una palabra invariante como una adposición.
- Todas las preposiciones son invariables desde el punto de vista morfológico.

### Locuciones preposicionales
Las llamadas locuciones preposicionales son dos o más palabras que equivalen a una preposición. Precisan algunos aspectos de espacio, tiempo y modo que las preposiciones existentes matizan mal: acerca de, al lado de, alrededor de, antes de, a pesar de, cerca de, con arreglo a, con objeto de, con tal de que, con tal que, debajo de, delante de, dentro de, después de, detrás de, encima de, en cuanto a, enfrente de, en orden a, en pos de, en virtud de, frente a, fuera de, gracias a, a merced de, junto a, lejos de, por culpa de, respecto a, etc.

### Contracción con el artículo
Estas preposiciones preceden necesariamente a un sintagma nominal. En el caso de las preposiciones «a» y «de», ante el artículo determinado masculino singular [el] forman los artículos contractos «al» y «del», respectivamente. No se suele hacer esta contracción por escrito si el artículo «el» forma parte de un sustantivo propio; por ejemplo: «Este platillo es típico de El Salvador», «Varios periodistas de El País», «La ciudad de El Cairo».

### Metábasis de la preposición
Por otro lado, las preposiciones pueden sufrir metábasis, es decir, cambio de función, y volverse conjunciones formando locuciones conjuntivas; en español suele ocurrir algunas veces cuando la preposición va seguida de un verbo en infinitivo:
| Al + inf.  | = Cuando + verbo conjugado: | - | Al cantar el gallo... | = Cuando cante el gallo... |
| De + inf.  | = Si + verbo conjugado:     | - | De venir Pedro...     | = Si viene Pedro...        |
| Con + inf. | = Aunque + verbo conjugado: | - | Con ser tan guapo...  | = Aunque era tan guapo...  |
| Por + inf. | = Porque + verbo conjugado: | - | Por venir tarde...    | = Porque vino tarde...     |

### Las preposiciones en las perífrasis verbales
Por otra parte, las preposiciones actúan algunas veces como nexos que unen los verbos auxiliares con los verbos en forma no personal en el caso de las perífrasis verbales: «Voy a cantar», «He de volver»...

### Lista de preposiciones
| Preposición | Ejemplo                                                                                | Notas |  |
| ----------- | -------------------------------------------------------------------------------------- | --- |  |
| a           | Visitó a la tía Antonia por su cumpleaños. ¡A trabajar se ha dicho!                    | |  |
| ante        | Dijo ante todos que era cierto.                                                        | |  |
| bajo        | Escondió la carta bajo los libros. Aquí tenemos que trabajar bajo mucha presión.       | Puede significar «debajo de» o una condición particular. |  |
| cabe        | El banco está cabe la farmacia.                                                        | En desuso. Significa «junto a» o «cerca de». |  |
| con         | El café con leche ya estaba frío cuando llegaste.                                      | |  |
| contra      | Las olas chocan contra las rocas del espigón.                                          | |  |
| de          | Compró un kilo de limones.                                                             | Según la RAE, es válido también el uso del artículo al lado de esta preposición, al expresar fechas, sobre todo a partir del año dos mil: «23 de enero del 2012». |  |
| desde       | Desde octubre no había vuelto a ver a su padre.                                        | Denota principio de tiempo o lugar. |  |
| durante     | Durante su visita al museo, Juan se maravilló de la belleza de las pinturas exhibidas. | |  |
| en          | Entró en mi casa sin avisarme.                                                         | |  |
| entre       | Dijo que el secreto debería quedar entre nosotros.                                     | |  |
| hacia       | Embarcó en el vuelo hacia Asia.                                                        | |  |
| hasta       | La fiesta duró hasta las ocho. Le toca trabajar hasta los fines de semana.             | Puede denotar límite o ser equivalente a incluso o también. |  |
| mediante    | Resolvió el caso mediante pistas encontradas.                                          | Intercambiable con la preposición con en la mayoría de los casos.                                                                                                 |  |
| para        | Tengo un libro para Juan.                                                              | (En lenguaje coloquial) Variantes: pa/pa’ (para delante => para alante => p’alante => pa’lante)                                                                   |  |
| por         | Tengo un libro firmado por el autor. Lo sancionaron por no cumplir las reglas.         | |  |
| según       | Cocinó la carne según las indicaciones de su abuela.                                   | |  |
| sin         | Llegamos a una calle sin salida.                                                       | |  |
| so          | Volvió a su país so pena de ser arrestado.                                             | Significa «debajo de». En desuso, salvo en algunas expresiones fijas.                                                                                             |  |
| sobre       | Juan puso la manzana sobre el escritorio.                                              | |  |
| tras        | Lo enterró en el árbol que se encuentra tras el edificio.                              | |  |
| versus      | El próximo partido es el que enfrenta al equipo de aquí versus el de allí.             | |  |
| vía         | Voló de Texas hasta Australia, vía Londres.                                            | |  |

### Clasificación
Las preposiciones pueden clasificarse semánticamente:   
- espaciales  
  - ubicación (en, sobre, bajo, a través de)
  - desplazamiento (desde, hacia)
- tiempo (durante, después de haber, antes de estar)
- comparación (en cambio, también)
- material o composición (hecho de madera, compuesto por tubos)
- posesión (la casa de la señora, el carro del señor)
- instrumento (por medio de una herramienta, escrito a lápiz)
- agente (hecho por)
- propósito (para conseguir, por lograr)
- causa (a causa de, por su culpa)
- referencia (acerca de, en referencia a, hablando de ti)

## Preposiciones en otras lenguas
Aunque generalmente algunas de las palabras identificadas como preposiciones en otras lenguas tienen propiedades similares a las preposiciones del español, algunas lenguas tienen preposiciones con funciones inexistentes en español.

### Preposiciones en inglés
En inglés las preposiciones tienen como función, al igual que en español, introducir algunos tipos de complementos indirectos y los adjuntos circunstanciales.
Michael is in the kitchen.
I sent a letter to Mary = I sent Mary a letter.
También pueden funcionar como nexos subordinantes para oraciones con verbo no conjugado:
This is useful for painting the windows.
Además de estas funciones, pueden aparecer como elementos clíticos de un verbo, llamados verbos preposicionales (en inglés, phrasal verbs). En esta posición pueden aparecer incluso al final de la frase:
Please, get in!
What are you waiting for?
Entre algunas de las preposiciones, las de lugar en este caso, son in, on, under, next to, behind y between.

### Preposiciones en latín
Las preposiciones latinas funcionan básicamente como en español. Y aunque en español muchos de los prefijos verbales son preposiciones (pre-, con-, de-, a-, en-,...) al igual que en latín, en esta lengua existe un mayor número de formas y parece haber sido un proceso productivo frente al español, donde la mayoría de formas verbales obtenidas por derivación prefijando una preposición están fosilizadas y ya no son productivas para algunas preposiciones.

### Lenguas con postposiciones
Algunas lenguas no tienen preposiciones propiamente dichas, y en ellas los elementos que realizan la misma función, en lugar de preceder a un nombre, se colocan detrás de él. En ese caso, se llaman postposiciones. El euskera, el turco, el húngaro, el finés, el japonés o el quechua son casos de lenguas con postposiciones o con sufijos añadidos: por ejemplo, el equivalente de en (la) casa en vasco es etxean (etxe = casa; -an = caso inesivo, determinado singular), evde en turco (ev = casa; -de = caso inesivo), a házban en húngaro (a = artículo definido; haz = casa; -ban = caso inesivo), talossa en finés (talo = casa; -ssa = caso inesivo singular), 家で (uchi de) en japonés (家 = casa; で  = postposición inesiva); wasipi en quechua sureño (wasi = casa; -pi = caso inesivo).
En general, las postposiciones se dan en lenguas donde el núcleo de un sintagma tiene tendencia a colocarse al final de dicho sintagma.